# Australian Professional Championship 1969
L'Australian Professional Championship 1969 è stato il primo evento professionistico della stagione 1969-1970 di snooker, il primo Non-Ranking, e l'8ª edizione di questo torneo, che si è disputato dal 1° al 23 luglio 1969, presso lo Junior Rugby League Club di Sydney, in Australia.
Il campione in carica era Warren Simpson, il quale ha confermato il titolo.
Il torneo è stato vinto da Warren Simpson, il quale ha battuto in finale Eddie Charlton per 8-3. L'australiano si è aggiudicato così il suo terzo Australian Professional Championship e il suo terzo titolo Non-Ranking in carriera.

## Fase a gironi
| N° | Giocatore      | M | V | P | FV | FP | DF  |
| -- | -------------- | - | - | - | -- | -- | --- |
| 1  | Eddie Charlton | 4 | 4 | 0 | 20 | 9  | +11 |
| 2  | Norman Squire  | 3 | 1 | 2 | 13 | 12 | +1  |
| 3  | Warren Simpson | 2 | 1 | 1 | 9  | 6  | +3  |
| 4  | Allan McDonald | 3 | 1 | 2 | 8  | 11 | -3  |
| 5  | Rex King       | 4 | 1 | 3 | 7  | 19 | -12 |

## Finale
| Finale (Al meglio dei 15 frames) Junior Rugby League Club, Sydney, 23 luglio 1969. Arbitro: ? |     |                |
| Warren Simpson                                                                                | 8–3 | Eddie Charlton |
|                                                                                               |     |                |
| Warren Simpson vince l'Australian Professional Championship 1969                              |     |                |